# Tina Yuzuki
Tina Yuzuki (en japonés: 柚木ティナ; romanizado: Yuzuki Tina) (Tokio, 29 de octubre de 1986) es una actriz de películas pinky violence, AV Idol y gravure idol japonesa. Debutó en la industria en 2005, apareciendo en videos producidos por los estudios Max-A y S1 No. 1 Style. Después de protagonizar obras audiovisuales en varios géneros durante su primer año en la industria, ganó un premio a Mejor actriz revelación en 2006. A finales de 2007 comenzó a usar el nombre artístico de Rio. En 2009, fichó por el estudio IdeaPocket, convirtiéndose en una de las actrices más destacadas del mismo. Después de una carrera que abarcó más de una década y casi 500 películas para adultos, se retiró en enero de 2016.

## Vida y carrera

### Debut audiovisual y Max-A
Nació en Tokio en octubre de 1986. Su madre era portuguesa y su padre japonés. Yuzuki hizo su debut en videos para adultos (AV) a los diecinueve años en el lanzamiento de noviembre de 2005 para el sello Calen de Max-A, Hot Wind. Yuzuki continuó apareciendo en videos para Max-A aproximadamente una vez al mes durante 2006 y 2007. Por sus primeros trabajos, Yuzuki fue proclamada Mejor actriz revelación en los premios AV Actress Grand Prix de 2006.

### Obras como Rio con S1
En septiembre de 2007, Yuzuki anunció en su blog oficial que cambiaría su nombre artístico de Tina Yuzuki a Rio. En octubre de 2007 Max-A lanzó Endless Ecstasy Fuck, siendo la primera obra con su nuevo nombre. Después de pasar dos años haciendo videos exclusivamente para Max-A, Yuzuki comenzó a actuar para S1 No. 1 Style, parte de la compañía de pornografía más grande de Japón, Hokuto Corporation, ya en febrero de 2008 con el lanzamiento de Risky Mosaic Rio, dirigida por Hideto Aki. Continuó trabajando para S1, produciendo un video por mes, hasta principios de 2009, cuando una vez más comenzó a actuar para Max-A.
Yuzuki recibió el premio a la Mejor actriz en los Adult Broadcasting Awards de 2008 por sus apariciones en el canal de televisión para adultos Cherry Bomb en SKY PerfecTV!. Además, su película de noviembre de 2008, Double Risky Mosaic, Rio & Yuma, con Yuma Asami, fue la entrada del estudio S1 en el concurso AV GrandPrix de 2009.
En otra área de entretenimiento, Yuzuki, junto con otras actrices de S1, era una habitual en el programa de variedades de televisión nocturno Please Muscat. Era también miembro del grupo J-Pop de las Ebisu Muscats.

### IdeaPocket y películas convencionales
Rio comenzó a hacer videos para el estudio AV IdeaPocket en marzo de 2009 con el lanzamiento de Rio's Everyday Carnival, dirigido por Tadanori Usami.
Rio apareció en su primera película mainstream en 2009, protagonizada por el thriller erótico de venganza Stop the Bitch Campaign, dirigida por Kosuke Suzuki con Kenichi Endō como el villano. La película, la tercera de la serie, se estrenó en el Festival Internacional de Cine Fantástico de Yubari en febrero de 2009, seguida de una serie de proyecciones en marzo en el Cinema Rosa en el distrito de Ikebukuro en Tokio. En junio de 2009 se publicó un DVD.
También en 2009, fue una de las tres AV Idols que aparecieron en la producción conjunta coreana-japonesa Korean Classroom, transmitida por la televisión coreana en mayo de 2009. Junto con sus compañeras estrellas Sora Aoi y Mihiro, viajó a Corea del Sur para promocionar las cuatro obras. Más tarde, ese año, Yuzuki protagonizó la comedia Kosupure tantei basada en el manga del mismo nombre. La película, producida por Ace-Deuce, se estrenó en cines en julio de 2009 y salió como DVD el mes siguiente.
En la televisión japonesa, Yuzuki interpretó el papel de Lisa en el primer y último episodio de la comedia de TBS Unubore Deka, que se emitió de julio a septiembre de 2010 y fue coprotagonizada por Tomoya Nagase, Tōma Ikuta y Mika Nakashima. Ese mismo año, interpretó a una víctima de asesinato en la película de misterio de TBS Keishichō Minamidaira Han - Nana Nin No Keiji, que se transmitió el 23 de agosto de 2010.
En mayo de 2011, Yuzuki actuó en el drama Hard Life, una adaptación cinematográfica de la novela de Sueko Nakamura dirigida por Kenji Seki. La película debutó en febrero de 2011 en el Festival Internacional de Cine Fantástico de Yubari y se estrenó en cines en Japón en el mes mayo. Yuzuki protagonizó la película del diseñador de moda RYNSHU de julio de 2012 9 3/4, una historia de amor centrada en la industria de la moda. El cantante estadounidense y cliente de RYNSHU Will I Am hizo un cameo en la película. RYNSHU también la invitó a aparecer como modelo en su desfile de moda Primavera / Verano 2013 en París.
Cuando el principal distribuidor japonés de videos para adultos, DMM, realizó una encuesta a sus clientes en 2012 para elegir a las 100 mejores actrices AV de todos los tiempos para celebrar el 30 aniversario de los videos para adultos en Japón, Yuzuki terminó en el décimo lugar.

### Retiro audiovisual y otras actividades
Después de diez años de trabajar en la industria audiovisual, anunció oficialmente su jubilación en enero de 2016. y su última película para adultos, Rio Final, se estrenó el 19 de enero de 2016. Desde su retiro, Rio ha mantuvo un perfil mayormente bajo, pero también permaneció activa en las redes sociales, formando parte de la segunda generación del grupo Ebisu Muscats. También celebró un evento de reunión de fans el 12 de enero de 2019. En septiembre de ese año, de manera similar a otras famosas ex actrices AV como Sola Aoi y Mihiro Taniguchi, Yuzuki también suspendió la venta de sus películas para adultos en Fanza.